# Fernando Yañez de la Almedina
Hernando ou Fernando Yáñez de la Almedina (Almedina, Cidade Real, c. 1475 – Almedina, c. 1537) foi um pintor renascentista espanhol, que implementou as formas quattrocentistas italianas em Valencia e Castela-a-Nova. O estilo de pintura de Leonardo Da Vinci, com quem Fernando colaborou no afresco "A Batalha de Anghiari", influenciou a carreira do pintor espanhol. Outros pintores como Filippo Lippi e Pietro Perugino também inspiraram Yáñez e seus "discípulos": Miguel Esteve, Miguel del Prado e Martín Gómez el Viejo.
Nasceu em Almedina, província de Cidade Real, no último quarto do século XV, de origem mourisca.

## Obra
- Santa Catalina de Alejandría (Obra mais importante), Museo do Prado
- San Damián
- Santa Ana con la Virgen y el Niño
- Cristo resucitado y santos apareciéndose a la Virgen
- Los Santos Ermitaños (Milão)
- La Anunciación
- Santa Ana
- Virgen
- Niño dormido
- Dios Padre
- El Ángel de la Anunciación
- San Onofre
- Juicio Final